# Jim Duggan
Pour les articles homonymes, voir Duggan.
James Stuart Duggan (né le 14 janvier 1954 à Glens Falls, New York), plus connu sous le nom de « Hacksaw » Jim Duggan, est un catcheur (lutteur professionnel) américain. Il est principalement connu pour son travail à la World Wrestling Federation (WWF) entre 1987 et 1993 où il est le vainqueur du premier Royal Rumble match en 1988. 
Il est un joueur de football américain au Texas à l'université méthodiste du Sud et il ne parvient pas à faire carrière professionnelle dans ce sport à cause d'une blessure au genou.
Il devient alors catcheur à la fin des années 1970. Il commence à se faire connaître dans le Sud des États-Unis à la Mid-South Wrestling (en) entre 1982 et 1987. Il y devient populaire grâce à sa rivalité avec Ted DiBiase notamment. Au début de l'année 1988, il rejoint la WWF, il devient le premier vainqueur du Royal Rumble match au cours du spectacle éponyme en 1988.
Il quitte la WWF pour rejoindre la World Championship Wrestling où il est le dernier détenteur du championnat du monde Télévision de la WCW et est aussi une fois champion poids-lourds des États-Unis de la WCW. 
Après le rachat de la WCW par la WWF en 2001, il travaille dans diverses petites fédérations américaine avant de retourner à la WWE en 2006. Il y reste jusqu'en 2009 puis il se remet à lutter dans des petites fédérations. Il est membre du WWE Hall of Fame depuis 2011.

## Jeunesse
Jim Duggan fait partie des équipes de lutte, d'athlétisme, de basket-ball et de football américain de son lycée de Glens Falls. En 1973, il remporte le championnat de l'État de New York de lutte dans la catégorie des plus de 250 lb (114 kg).
Après le lycée, il étudie au Texas à l'université méthodiste du Sud où il est aussi capitaine de l'équipe de football américain. Durant sa première année, il rencontre le catcheur Fritz Von Erich qui va devenir son entraîneur quelques années plus tard. Après l'université, il intègre l'équipe des Falcons d'Atlanta avant d'être renvoyé à cause d'une blessure aux genou. Il fait ensuite un bref passage dans la Ligue canadienne de football chez les Argonauts de Toronto.

## Carrière de catcheur (1979-...)

### Débuts (1979-1982)
À la fin des années 1970, Fritz Von Erich entraîne Duggan pour faire de lui un catcheur. Il fait ses premiers combats en 1979 au Texas à la World Class Championship Wrestling (en), la fédération de Von Erich, avant de partir lutter un peu partout dans les États-Unis,. Dès ses débuts, il arrive sur le ring avec une poutre ce qui va devenir une marque de fabrique. Il fait aussi plusieurs apparitions à la World Wide Wrestling Federation au début des années 1980. Il incarne alors un heel mais cela ne marche pas avec le public. 

### Mid-South Wrestling / Universal Wrestling Federation(1982-1988)

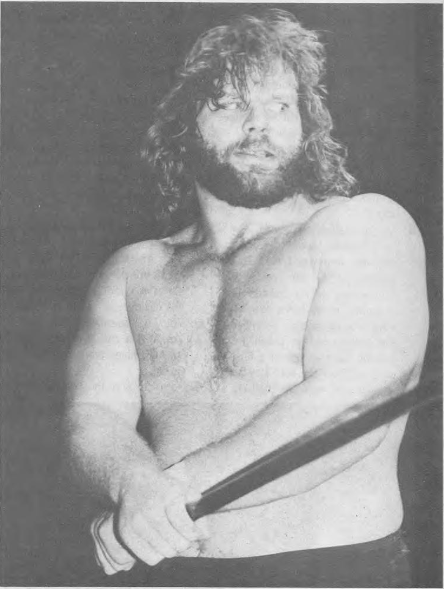
Jim Duggan en 1987.

Jim Duggan commence à travailler à la Mid-South Wrestling (en) en 1982. Il continue d'incarner un heel mais il a désormais Skandor Akbar (en) comme manager. Il se sépare rapidement d'Akbar pour former avec Ted DiBiase, Matt Borne et Mr Olympia un clan connu sous le nom de The Rat Pack. Le 16 octobre, il devient champion poids lourd de Louisiane de la Mid-South après sa victoire face à Mike Sharpe. Il en est le dernier champion puisque ce championnat est abandonné courant 1983. Au début de l'année 1983, le Wrestling Observer Newsletter le désigne comme étant le catcheur ayant le plus progressé de l'année 1982.
Le 26 mars 1983, Duggan et Borne affrontent Mr. Wrestling II et Tiger Conway Jr. (en). À la fin de ce combat, Duggan plaque son équipier causant leur défaite puis ils se battent avant l'arrivée de Super Destroyer qui vient aider Duggan. Cela marque le départ de Duggan du Rat Pack. À la mi-avril, Ted DiBiase prend Skandor Akbar comme manager. Cela met encore plus en colère Duggan qui ne veut plus travailler avec Akbar, qui est un anti-américain notoire. Il s'allie avec Magnum T.A. et ils remportent le championnat par équipes de la Mid-South en battant DiBiase et Mr Olympia. Sa rivalité avec DiBiase prend fin le 10 septembre après la victoire de Duggan dans un Looser leave town match sans disqualification. Le 15 octobre, Duggan et Magnum T.A. perdent leur titre de champion par équipes face à Butch Reed et Jim Neidhart. Il devient le rival de Reed car ils ont tous les deux le surnom de Hacksaw et ils s'affrontent pour le droit d'utiliser ce nom.
Le 21 avril 1984, il affronte Krusher Krushev dans un match pour le championnat télévision de ce dernier. Cet affrontement se termine par la disqualification de ce dernier quand Nikolai Volkoff attaque Duggan avec un gant de mineur avant de tondre sa barbe. Une rivalité se met alors en place entre Duggan et Krushev qui donne lieu à un Coal miner glove match à La Nouvelle-Orléans devant 23 000 personnes remporté par Duggan. Cela se conclut le 1er septembre par la victoire de Duggan dans un Flag vs. Hair match qui jette le drapeau soviétique dans une poubelle avant de le brûler. Dans le même temps, il se retrouve confronté à Hercules Hernandez et son manager Jim Cornette. Duggan se retrouve face Hernandez dans un Hair vs. Hair match le 15 septembre où Cornette achète l'arbitre. Cela n'empêche pas Duggan, aidé par plusieurs catcheurs de mettre K.O. Cornette avant de lui couper les cheveux.
En fin d'année, la Mid-South Wrestling le désigne comme étant le catcheur de l'année,. Cela met en colère Ted DiBiase qui vient le provoquer quand Duggan vient en smoking pour remercier le public. DiBiase déclare à ce sujet dans une interview que c'est comme mettre de belles jantes sur un camion benne. Ils se retrouvent sur le ring le 22 mars 1985 dans un Coal Miner’s Glove Steel Cage Tuxedo Loser Leaves Town match remporté par Duggan qui marque la fin de cette rivalité,. En fin d'année, le Wrestling Observer Newsletter récompense Duggan en désignant la rivalité entre Duggan et DiBiase comme étant la meilleure de l'année.
Le 16 mars 1986, il bat Buzz Sawyer (en) pour devenir champion d'Amérique du Nord, le titre majeur de la Mid-South Wrestling. Dans le même temps, la Mid-South change de nom pour devenir l'Universal Wrestling Federation (UWF) et le championnat d'Amérique du Nord est abandonné en mai. Le 30 mai, il participe au tournoi pour désigner le premier champion du monde poids lourd de l'UWF. Il se hisse en finale en éliminant Buddy Roberts au premier tour puis Kamala. En finale, il se fait attaquer par One Man Gang ce qui permet à Terry Gordy de l'emporter. Cette rivalité va durer toute l'année et va se conclure par la défaite de Duggan dans plusieurs Looser Leaves Town match pour marquer le départ de ce dernier de l'UWF.

### Premier passage à laWorld Wrestling Federation(1987-1993)
Jim Duggan commence à apparaître à la World Wrestling Federation (WWF) en 1987. Il apparaît pour la première fois dans une émission télévisée de la WWF le 4 avril à WWF Superstars of Wrestling (en) où il bat The Iron Sheik par disqualification après l'intervention de Nikolai Volkoff. Le 28 août, la WWF organise un spectacle à Houston pour fêter la retraite du promoteur local Paul Boesch (en). Duggan retrouve son ancien rival Ted DiBiase et même si cet affrontement se termine par la défaite de Duggan, lui et DiBiase impressionnent le public et les journalistes spécialisés.

## Palmarès
- International Wrestling Association of Japan (en)
  - 1 fois champion du monde poids lourd de l'IWA Japan[27]
- International Wrestling Cartel (en) (IWC)
  - 1 fois champion du monde par équipes de l'IWC avec Scottie Gash[28]
- Mid-South Wrestling / Universal Wrestling Federation (en)
  - 1 fois champion poids lourd de Louisiane[9]
  - 1 fois champion par équipes de la Mid-South Wrestling avec Magnum T.A.[29]
  - 1 fois champion du monde par équipes de l'UWF avec Terry Taylor (en)[30]
  - 1 fois champion poids lourd d'Amérique du Nord[23]
- World Championship Wrestling (WCW)
  - 1 fois champion poids lourd des États-Unis de la WCW[31]
  - 1 fois champion du monde Télévision de la WCW[32]
- World Wrestlings Superstars (WWS)
  - 1 fois champion de la WWS[33]

## Récompenses des magazines
- Pro Wrestling Illustrated

| Année | 1991 | 1992 | 1993 | 1994 | 1995 | 1996 | 1997 | 1998 | 1999       | 2000 | 2001 à 2006 | 2007 | 2008 | 2009 |
| ----- | ---- | ---- | ---- | ---- | ---- | ---- | ---- | ---- | ---------- | ---- | ----------- | ---- | ---- | ---- |
| Rang  | 82   | 120  | 66   | 71   | 113  | 147  | 316  | 351  | Non classé | 207  | Non classé  | 256  | 377  | 388  |